# Saint-Léger-du-Bois
 Saint-Léger-du-Bois  es una población y comuna francesa, en la región de Borgoña, departamento de Saona y Loira, en el distrito de Autun y cantón de Épinac.

## Demografía
| 646 | 576 | 585 | 533 | 563 | 522 |
| Para los censos de 1962 a 1999 la población legal corresponde a la población sin duplicidades (Fuente: INSEE [Consultar]) |     |     |     |     |     |